# Ry Cooder

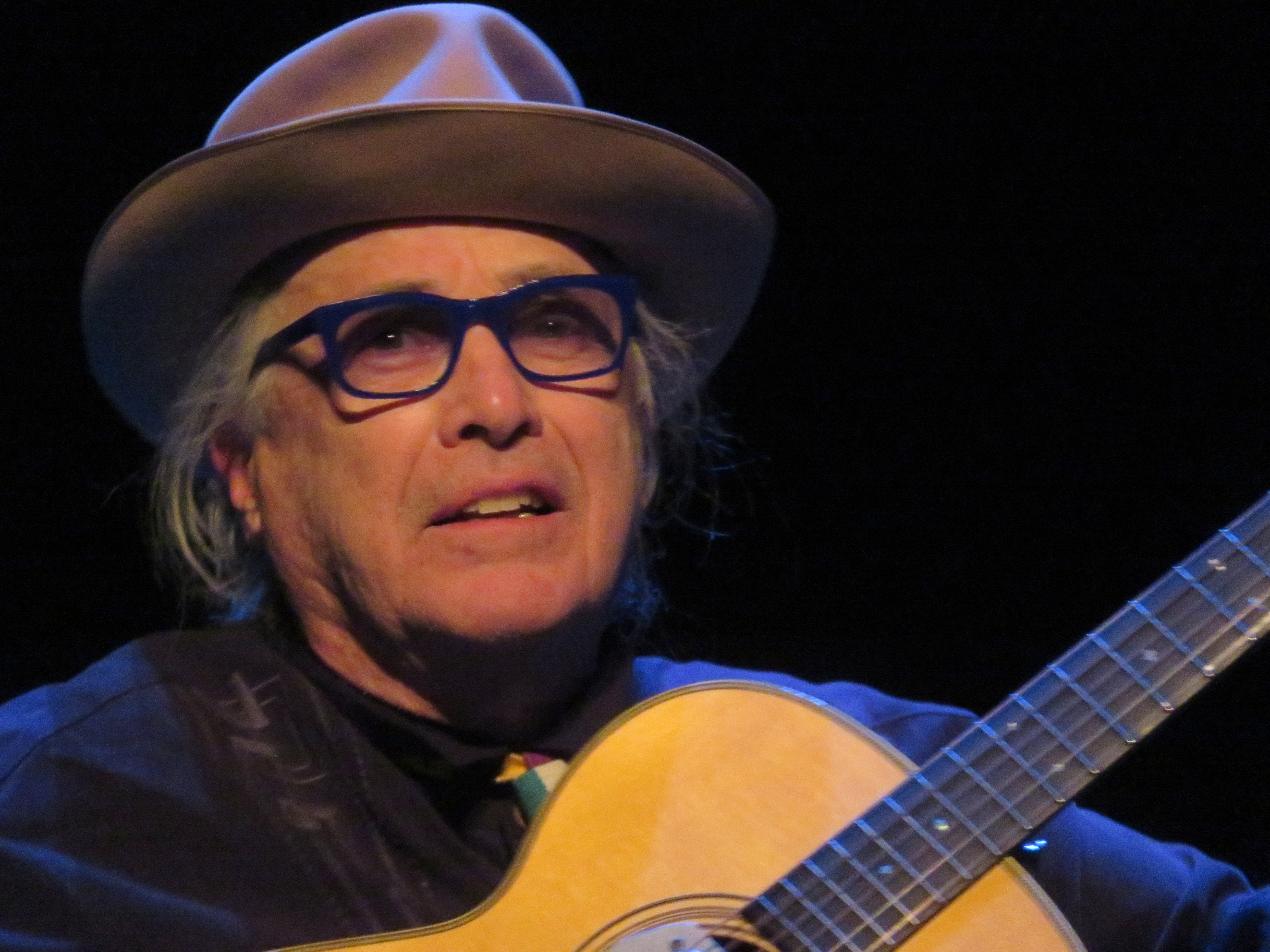

Ryland „Ry” Peter Cooder (Los Angeles, 1947. március 15. –) amerikai gitáros, énekes és zeneszerző. Hatszoros Grammy-díjas.
Cooder a Rolling Stone magazin által 2003-ban kiadott, minden idők 100 legjobb gitárosát felvonultató listáján a 8. helyen állt. A 2011-ben megújított listán a 31. helyre rangsorolták. Olyan filmek zenéjét komponálta, mint a Párizs, Texas, vagy Az erőszak vége.

## Pályakép
Ry Cooder a dzsessz különös, igen jelentős egyénisége. Amerika népeinek zenei gyökereit keresve alakult ki egyedi zenei világa, a folkzenéből, a bluesból és más műfajokból.
Több száma ért el sikert érő helyeket a listákon. Hatszor kapott Grammy-díjat, egy dokumentumfilmjét Oscar-díjra jelölték. Két alkalommal került be a Rolling Stone magazin minden idők 100 legjobb gitárosa közé.
Legutóbbi nagy sikere a The Prodigal Son, amelynek videója 2018. márciusa óta szerepel a YouTube-on.

## Díjai, elismerései
- 1988: Grammy-díj Pecos Bill (Rabbit Ears Productions)
- 1993: Grammy-díj A Meeting by the River
- 1995: Grammy-díj Talking Timbuktu with Ali Farka Touré
- 1998: Grammy-díj Buena Vista Social Club
- 2000: Ry Cooder a kanadai Queen's University díszdoktora
- 2001: Ry Cooder a California Institute of the Arts díszdoktora
- 2017: BBC Radio 2 Folk Awards − Lifetime Achievement Award
- 2018: Montreal International Jazz Festival – Spirit Award

## Diszkográfia
Kislemezek
- Little Sister (1979; Warner Records)
- Crazy 'Bout An Automobile (Every Woman I Know) Recorded live, October 25, 1980 at Victoria Apollo, London / If Walls Could Talk Recorded live, February 26, 1981 at Old Waldorf, San Francisco, California / The Very Thing That Makes You Rich (Makes Me Poor) Recorded live, February 26, 1981 at Old Waldorf, San Francisco, California/ Look At Granny Run Run Recorded live, February 26, 1981 at Old Waldorf, San Francisco, California (1981; Warner Records)
- Gypsy Woman/ Alimony (1982; Nonesuch Records)
- Get Rhythm/ Get Your Lies Straight/ Down In Hollywood (1988)
- Come Down / Get Rhythm / Little Sister (1994)
- Quicksand (2010)

Szólóalbumok
- Ry Cooder (1970)
- Into the Purple Valley (1972)
- Boomer's Story (1972)
- Paradise and Lunch (1974)
- Chicken Skin Music (1976)
- Showtime (1977)
- Jazz (1978)
- Bop Till You Drop (1979)
- Borderline (1980)
- The Slide Area (1982)
- Get Rhythm (1987)
- Chávez Ravine (2005)
- My Name Is Buddy (2007)
- I, Flathead (2008)
- Pull Up Some Dust and Sit Down (2011)
- Election Special (2012)
- The Prodigal Son (2018)

Válogatások
- Why Don't You Try Me Tonight (1986)
- River Rescue - The Very Best Of Ry Cooder (1994)
- Music by Ry Cooder (1995) filmzene
- The Ry Cooder Anthology: The UFO Has Landed (2008)

Közreműködések
- Tanyet (1967) (with The Ceyleib People)
- Rising Sons featuring Taj Mahal and Ry Cooder with Rising Sons (felvétel 1965/66, megjelenés 1992)
- Little Village (1992)
- A Meeting by the River (1993) (with Vishwa Mohan Bhatt)
- Talking Timbuktu (1994) (with Ali Farka Touré)
- Buena Vista Social Club (1997)
- Hollow Bamboo with Jon Hassell and Ronu Majumdar (bansuri) (2000)
- Mambo Sinuendo (2003) (with Manuel Galbán)
- San Patricio (2010) (with The Chieftains)

Filmzene
- Performance (1970)
- The Long Riders (1980)
- Southern Comfort (1981)
- The Border (1982)
- Paris, Texas (1985)
- Music from Alamo Bay (1985)
- Blue City (1986)
- Crossroads (1986)
- Cocktail (1988)
- Johnny Handsome (1989)
- Trespass (1993)
- Geronimo: An American Legend (1993)
- Last Man Standing (1996)
- The End of Violence (1997)
- Primary Colors (1998)